# Selenops occultus
Selenops occultus là một loài nhện trong họ Selenopidae.
Loài này thuộc chi Selenops. Selenops occultus được Cândido Firmino de Mello-Leitão miêu tả năm 1918.